# Động cơ Otto
Động cơ Otto là một động cơ bốn kỳ đốt trong xi-lanh đơn cố định lớn do Nicolaus Otto của Đức thiết kế. Đó là một cỗ máy có RPM thấp, và chỉ đánh lửa trong mỗi 2 chu kỳ do chu trình Otto, cũng do Otto thiết kế.

## Phân loại
Ba loại động cơ đốt trong được thiết kế bởi nhà phát minh người Đức Nicolaus Otto và đối tác của ông là Eugen Langen. Các mô hình là một động cơ nén 1862 thất bại, động cơ khí quyển 1864 và động cơ chu trình Otto 1876 ngày nay được gọi là "Động cơ xăng". Các động cơ ban đầu được sử dụng để lắp đặt cố định, vì Otto không có hứng thú với việc vận chuyển. Các nhà sản xuất khác như Daimler đã hoàn thiện động cơ Otto để sử dụng cho vận chuyển.

## Mốc thời gian

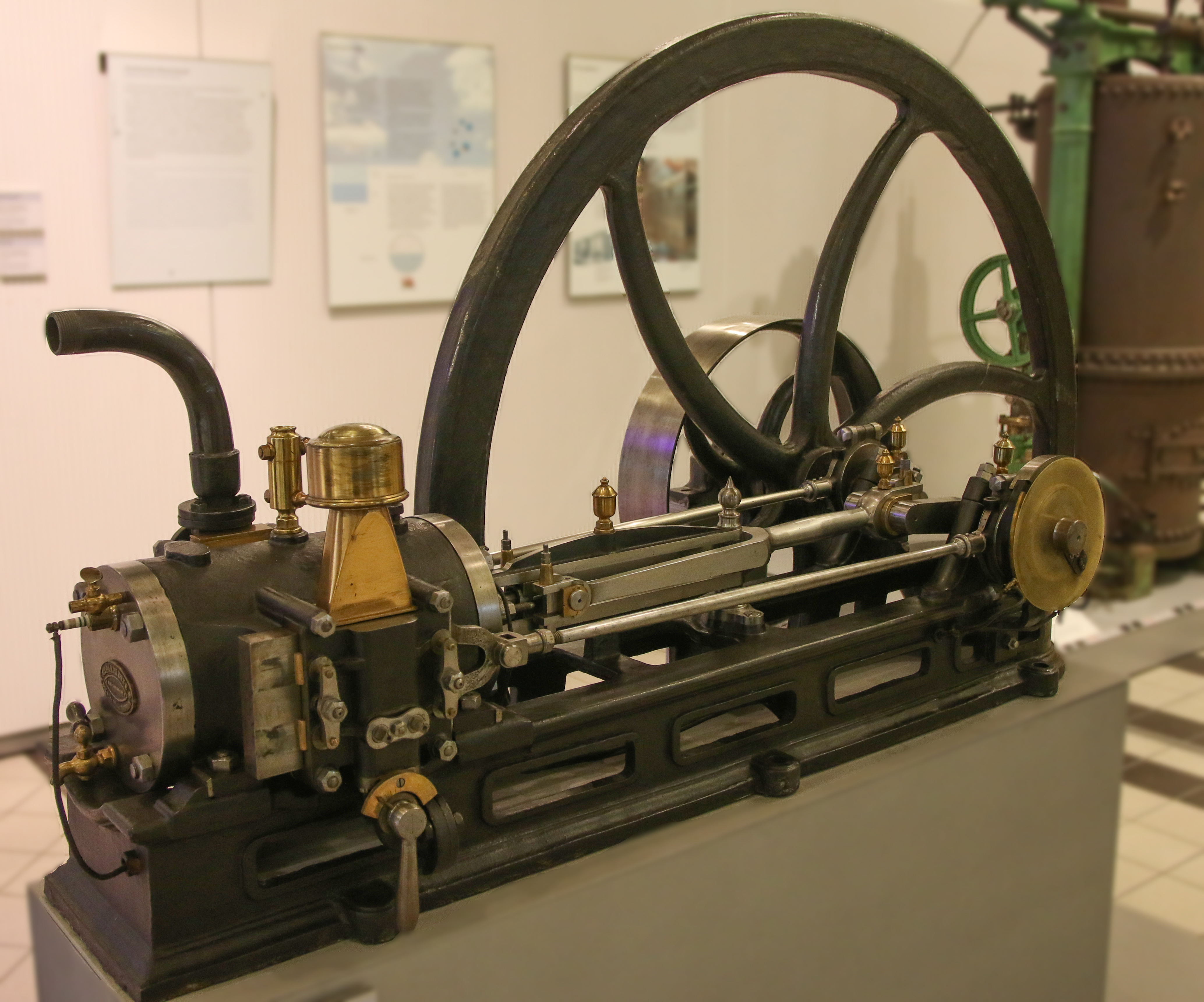
Động cơ Lenoir 1860

Nicolaus August Otto khi còn trẻ là một nhân viên bán hàng du lịch cho một mối quan tâm hàng tạp hóa. Trong chuyến đi của mình, anh đã gặp phải động cơ đốt trong được chế tạo tại Paris bởi Jean Joseph Etienne Lenoir, người nước ngoài người Bỉ. Năm 1860, Lenoir đã thành công trong việc tạo ra một động cơ tác động kép chạy bằng khí chiếu sáng với hiệu suất 4%. Động cơ Lenoir 18 lít chỉ có thể sản xuất 2 mã lực.
Khi thử nghiệm một bản sao của động cơ Lenoir vào năm 1861 Otto đã nhận thức được tác động của việc nén đối với việc nạp nhiên liệu. Năm 1862 Otto đã cố gắng sản xuất một động cơ để cải thiện hiệu quả và độ tin cậy kém của động cơ Lenoir. Ông đã cố gắng tạo ra một động cơ sẽ nén hỗn hợp nhiên liệu trước khi đánh lửa, nhưng không thành công, vì động cơ đó sẽ chạy không quá vài phút trước khi bị phá hủy. Nhiều kỹ sư cũng đã cố gắng giải quyết vấn đề này nhưng không thành công.
Năm 1864 Otto và Eugen Langen thành lập công ty sản xuất động cơ đốt trong đầu tiên NA Otto và Cie (NA Otto and Company). Otto và Cie đã thành công trong việc tạo ra một động cơ khí quyển thành công cùng năm đó.
Nhà máy hết không gian và được chuyển đến thị trấn Deutz, Đức vào năm 1869, nơi công ty được đổi tên thành Gasmotoren-Fabrik Deutz (Công ty sản xuất động cơ khí Deutz).
Gottlieb Daimler là giám đốc kỹ thuật và Wilhelm Maybach là người đứng đầu thiết kế động cơ. Daimler là một tay súng đã từng làm việc trên động cơ Lenoir trước đây.